# 큰붉은사향땃쥐
큰붉은사향땃쥐(Crocidura flavescens)는 땃쥐과에 속하는 포유류의 일종이다. 레소토, 모잠비크, 남아프리카공화국 그리고 에스와티니에서 발견된다. 자연 서식지는 습윤 사바나, 온대 초원, 농촌 등이다.